# Joëlle Huillier
Joëlle Huillier, née le 6 octobre 1948 à Lyon, est une femme politique française, élue députée de la dixième circonscription de l'Isère pour la 14e législature.

## Biographie
Née à Lyon, Joëlle Huillier vit depuis la fin des années 1970 dans le nord de l'Isère, accompagnant la croissance de la ville nouvelle. Elle est retraitée d'un organisme de protection sociale où elle occupait un poste de cadre de direction, travaillant dans l’organisation hospitalière et le contrôle des établissements de soins, ensuite dans l’action sociale, sur des questions comme l’accès aux soins, la lutte contre la précarité professionnelle, la prévention de la dépendance des personnes âgées.
En 2012, à l'occasion des élections législatives, elle est élue députée de la nouvelle 10e circonscription de l'Isère, triomphant de peu au second tour du conseiller régional UMP Vincent Chriqui. Pendant la quasi-totalité de son mandat, elle est membre de la commission des affaires sociales.
Pour les élections municipales de 2014, Joëlle Huillier soutient son assistant parlementaire Frédéric Hugon, tête de liste à Villefontaine. La liste du maire sortant, Raymond Feyssaguet, l’emporte toutefois et Joëlle Huillier est reconduite conseillère municipale d'opposition.
Sollicitant un deuxième mandat de députée en 2017, elle est largement défaite dès le premier tour avec moins de 10 % des voix. La marcheuse Marjolaine Meynier-Millefert lui succède. 
En 2020, Joëlle Huillier ne sollicite pas de nouveau mandat municipal à Villefontaine et soutient une liste centriste, menée par son gendre Ludovic Nassisi. La liste est défaite au second tour en triangulaire et obtient trois élus au conseil municipal. 
L'année suivante, lui est attribuée la légion d'Honneur lors d'une cérémonie au Château de Chapeau cornu. La décoration lui est remise par l'ancien président de la République, François Hollande.
Elle a deux filles, l'une qui habite dans le nord de l'Isère, l'autre au Canada.

## Mandat local
- Conseillère municipale de Villefontaine (adjointe au maire du 19 mars 2001 au 16 mars 2008, élue d'opposition depuis lors)[10].

## Décoration
- Chevalier de la Légion d’honneur, promotion du 31 décembre 2019[11].

## Annexe